# ژائو هونگبو
ژائو هونگبو (چینی: 趙宏博؛ زادهٔ ۲۲ سپتامبر ۱۹۷۳) اسکیت‌باز نمایشی اهل چین است.